# 머리뼈바닥
머리뼈바닥(base of skull, cranial base, cranial floor), 또는 두개기저부, 두개저는 머리뼈의 가장 아래쪽 영역이다. 머리뼈속막과 머리덮개뼈의 아랫부분으로 구성되어 있다.

## 구조

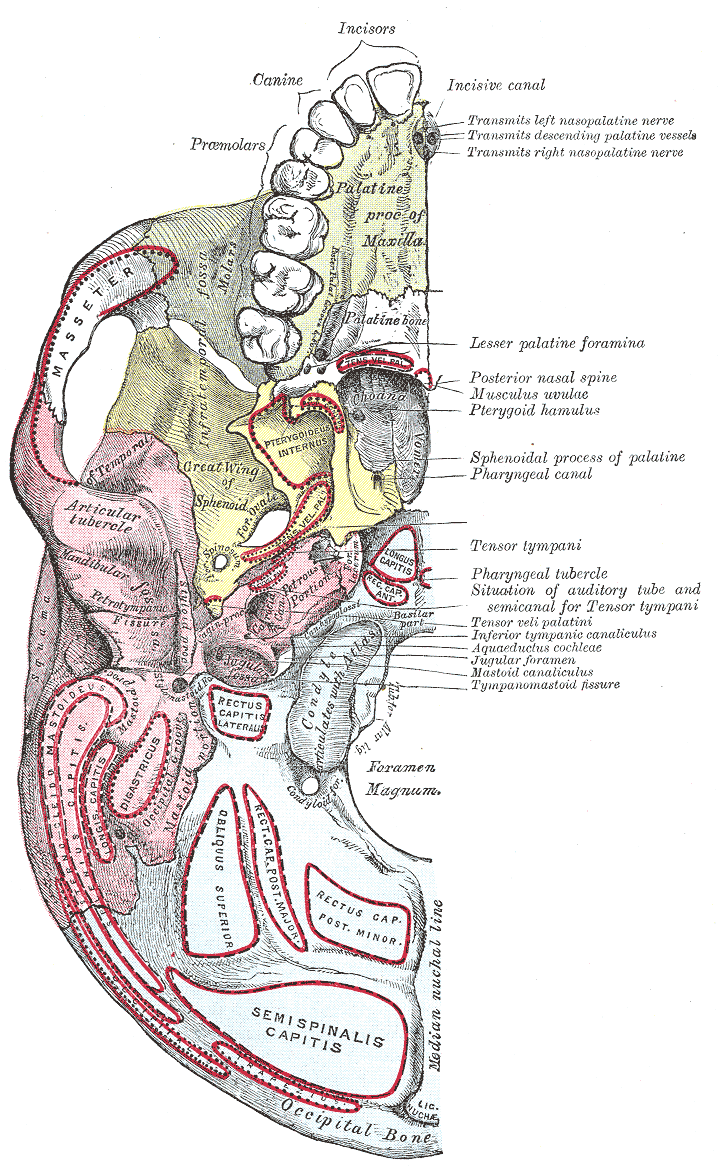
머리뼈바닥 아랫면. 근육이 붙는 곳들이 빨간색으로 표시되어 있다.

머리뼈바닥에서 발견되는 구조들은 다음과 같다.

### 뼈
다섯 종류의 뼈가 머리뼈바닥을 구성한다.
- 벌집뼈
- 나비뼈
- 뒤통수뼈
- 이마뼈
- 관자뼈

### 정맥굴
- 뒤통수정맥굴
- 위시상정맥굴
- 위바위정맥굴

### 머리뼈의 구멍

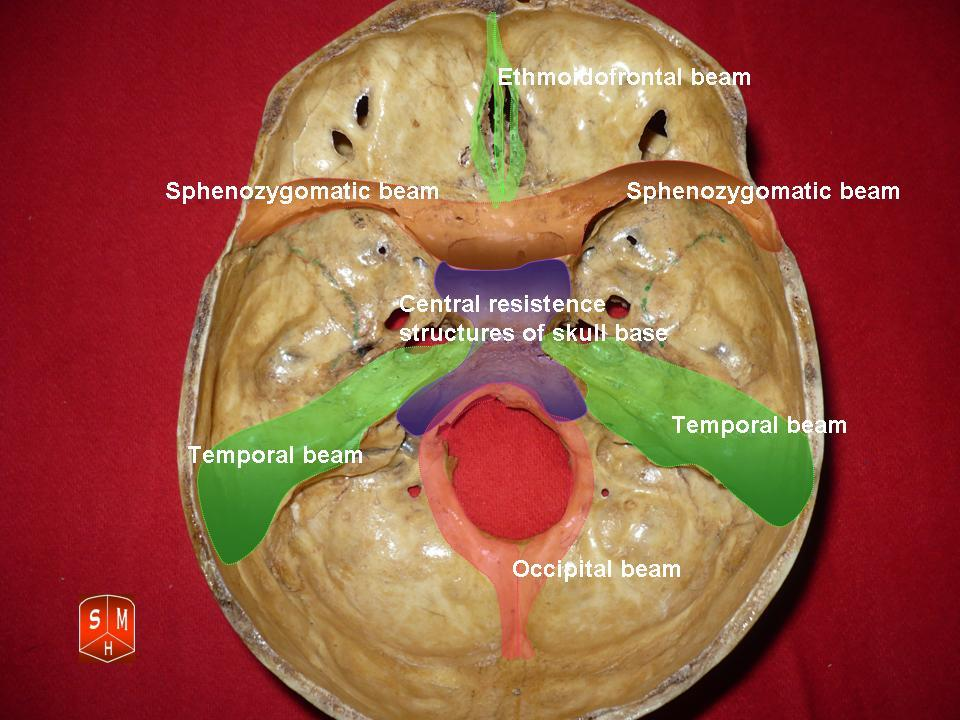

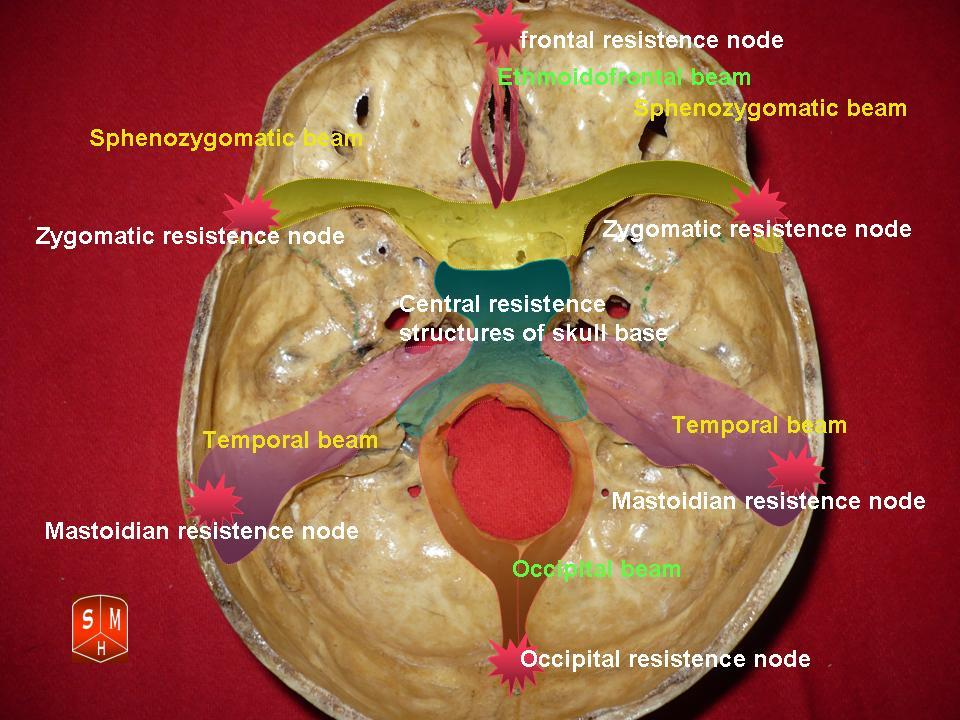

- 막구멍
- 시신경관
- 파열구멍
- 원형구멍
- 큰구멍
- 타원구멍
- 목정맥구멍
- 속귓길
- 꼭지구멍
- 정맥구멍
- 뇌막동맥구멍

### 봉합
- 이마벌집봉합
- 나비이마봉합
- 나비바위틈새(나비바위봉합)
- 나비벌집봉합
- 바위비늘봉합
- 나비비늘봉합

### 기타

머리뼈바닥의 구멍은 정맥, 동맥, 뇌신경의 출구나 입구 역할을 한다.

다양한 구멍을 통해 빠져나가는 뇌신경.

- 나비뼈혀돌기
- 활밑오목
- 안장등
- 목정맥구멍돌기
- 바위뒤통수틈새
- 관절융기관
- 목정맥구멍결절
- 안장결절
- 목동맥고랑
- 뇌하수체오목
- 뒤침대돌기
- 구불고랑
- 속뒤통수뼈융기
- 속뒤통수뼈능선
- 벌집뼈가시
- 안뜰수도관
- 교차고랑
- 중간침대돌기
- 구불정맥굴고랑
- 삼차신경절
- 중간머리뼈우묵
- 앞머리뼈우묵
- 중간뇌막동맥
- 체판
- 뒤머리뼈우묵
- 코섬모체신경
- 혀밑신경관

## 추가 이미지
위키미디어 공용에 머리뼈바닥 관련 미디어 분류가 있습니다.

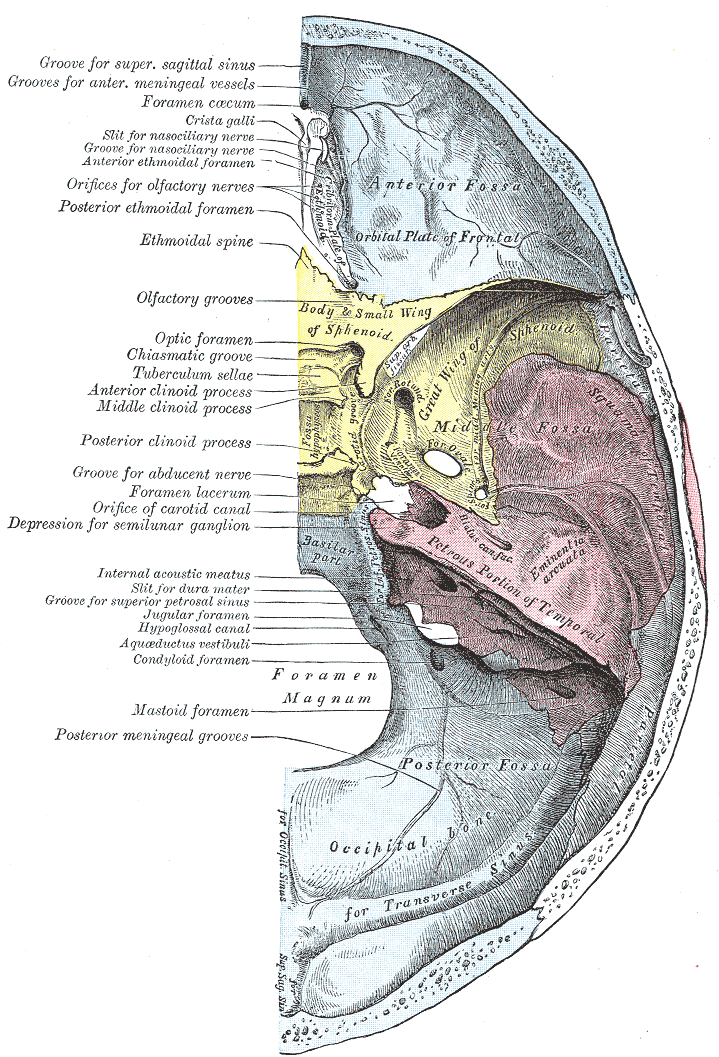
머리뼈바닥 윗면.
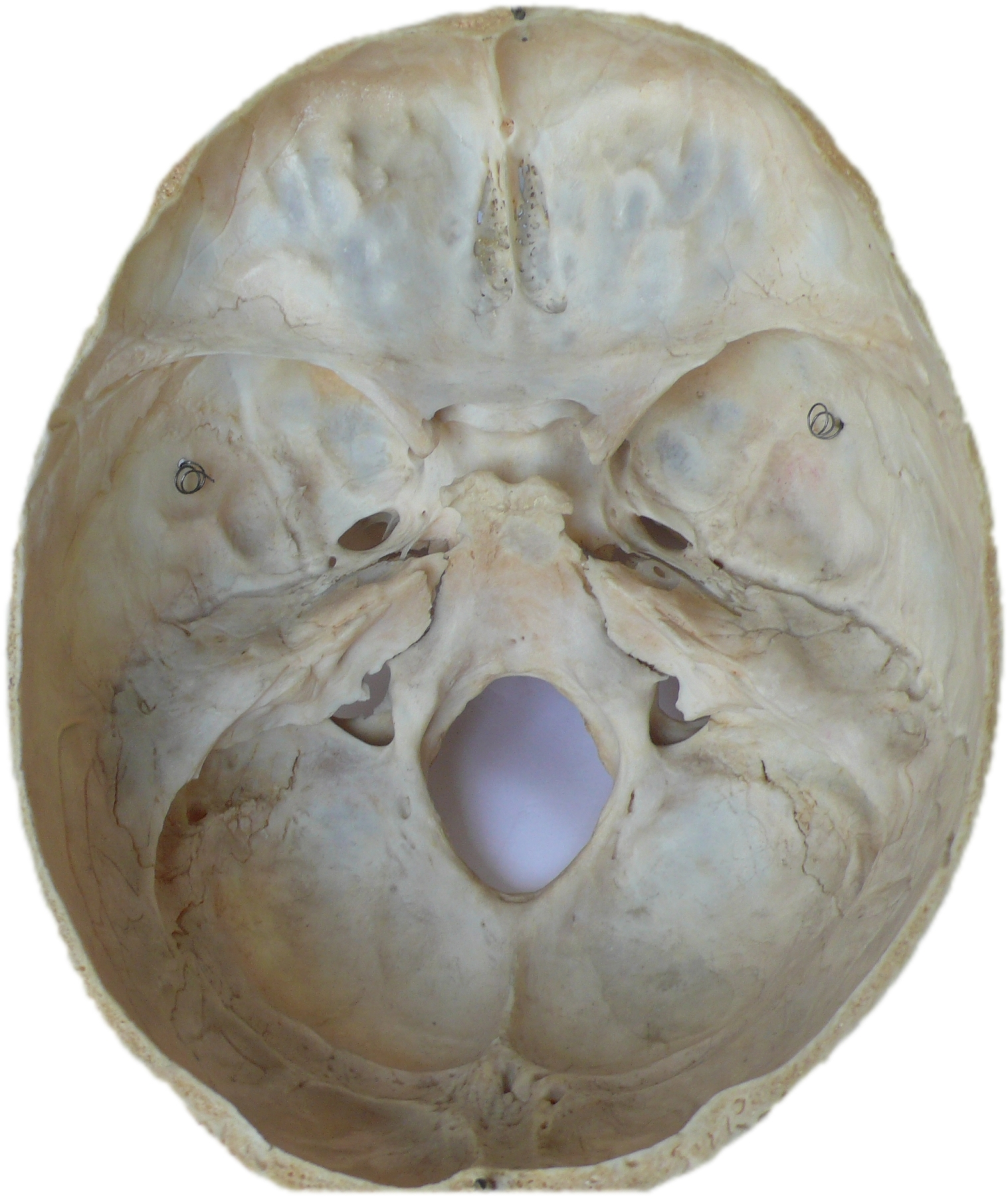
머리뼈바닥.
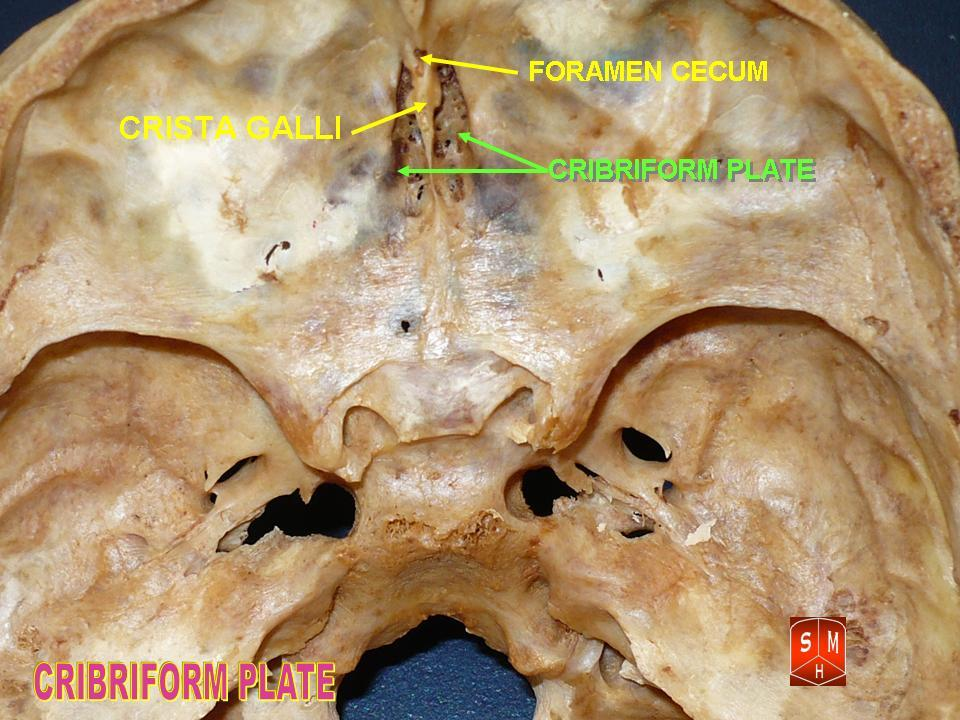
머리뼈바닥 - 볏돌기(crista galli), 체판(cribriform plate), 막구멍(foramen cecum)이 표시되었다.
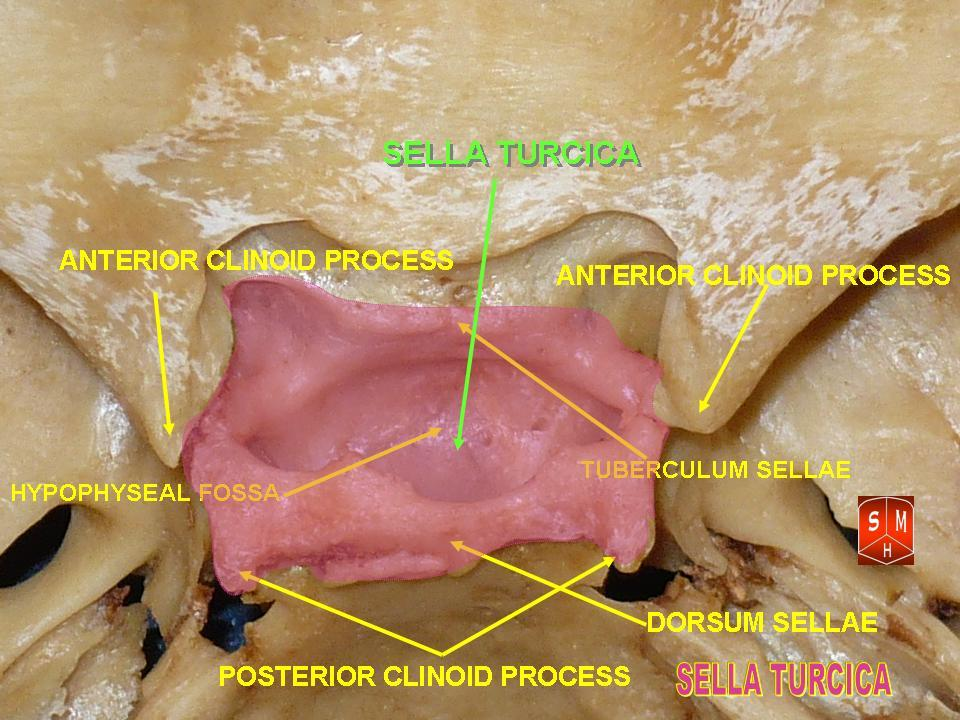
머리뼈바닥 - 안장(터키안, sella turcica)이 표시되었다.
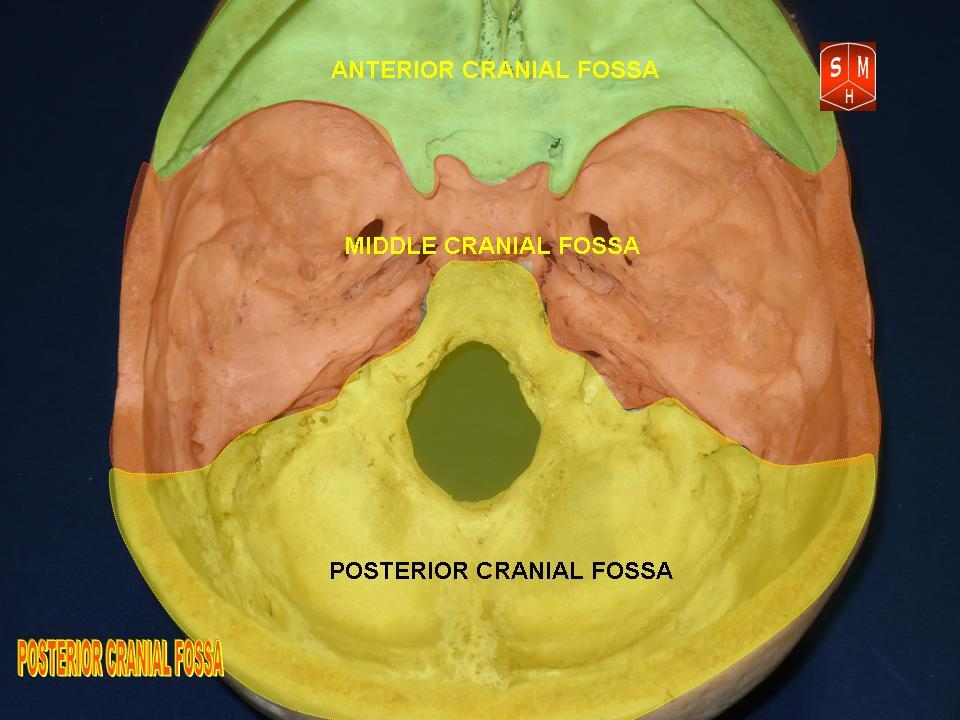
앞, 중간, 뒤머리뼈우묵을 색깔별로 구분한 머리뼈바닥의 사진.